# Hjörvar Steinn Grétarsson
Hjörvar Steinn Grétarsson (beim Weltschachverband FIDE Hjorvar Steinn Gretarsson; * 29. Mai 1993 in Reykjavík) ist ein isländischer Schachspieler.
Er spielte für Island bei vier Schacholympiaden: 2010 bis 2016. Außerdem nahm er viermal an den europäischen Mannschaftsmeisterschaften (2011 bis 2017) teil.
Er spielte in der Four Nations Chess League für die Mannschaft Jutes of Kent (2011/12 und 2012/13) und Cheddleton and Leek Chess Club (2017/18).
Im Jahre 2012 wurde ihm der Titel Internationaler Meister (IM) verliehen. Der Großmeister-Titel (GM) wurde ihm 2013 verliehen. Seit 2015 trägt er den Titel eines FIDE-Trainers.
Im Jahre 2021 gewann er erstmals die isländische Landesmeisterschaft.
| Hier fehlt eine Grafik, die leoder im Moment aus technischen Gründen nicht angezeigt werden kann. Wir arbeiten daran! |